# Hillevi Svedberg

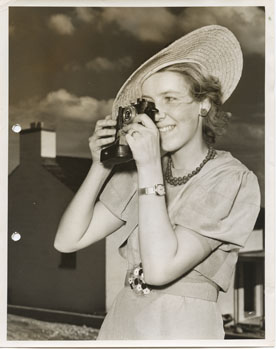
Hillevi Svedberg, 1937

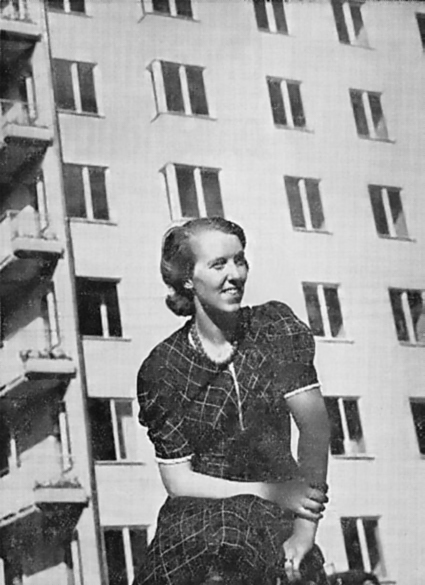
Hillevi Svedberg vor dem von ihr und Albin Stark entworfenen YK-Haus in Stockholm

Hillevi Svedberg (* 20. Dezember 1910 in Uppsala; † 19. Juni 1990 in Stockholm) war eine schwedische Architektin.

## Leben und Wirken
Hillevi Svedberg war eine Tochter des Chemie-Nobelpreisträgers The Svedberg und der Ärztin Andrea Andreen, die in Schweden als Pionierin der Sexualaufklärung gilt. Nach ihrem 1929 in Stockholm abgelegten Abitur begann Svedberg ein Studium der Architektur an der Königlich Technischen Hochschule, das sie 1933 mit dem Examen abschloss. Anschließend war sie bis 1938 in Büros bekannter Architekten wie Albin Stark und Sven Markelius angestellt. 1937 erhielt sie ein Stipendium der Sverige-Amerika Stiftelsen (Schweden-Amerika-Stiftung), um für einige Monate in den Vereinigten Staaten Low-Cost-Housing studieren zu können. Schon ab 1934 begann sie, eigene Projekte zu realisieren.
Zwischen 1939 und 1941 war Hillevi Svedberg beim Reichsverband Schwedischer Architekten (SAR) beschäftigt. Im Auftrag des Zentralamtes für Gesundheits- und Sozialwesen (Socialstyrelsen) entwarf sie neben Altersheimen mehrere Kindestagesheime, zum Beispiel in Örebro, Nyköping und Kalmar, sowie Gebäude für Ferienkolonien.
Eines ihrer bekanntesten Werke, das sie zusammen mit Albin Stark schuf, ist das 1939 entstandene YK-Haus im Stockholmer Bezirk Östermalm. Das vom Klub der berufstätigen Frauen (Yrkeskvinnors Klubb, kurz YK) in Auftrag gegebene Kollektivhaus folgte funktionalistischen Prinzipien und war auf akademisch ausgebildete Paare mit Kindern zugeschnitten. Da von einer Berufstätigkeit beider Elternteile ausgegangen wurde, sollten Reinigungskräfte, für die sich in jedem Stockwerk ein kleineres Apartment befand, die Wohnungen der jeweiligen Etage sauber halten. Zum Haus in der Furusundsgatan 9 gehörten außerdem eine Turnhalle, ein kollektiver Wickelraum und ein größeres Zimmer mit Zugang zu Terrasse und Hof, in denen Kinder betreut wurden. Eine Zentralküche und ein Restaurant sollten das Kochen in der eigenen Küche überflüssig machen; über einen eigens dafür vorgesehenen Aufzug konnten die Speisen in die entsprechende Etage befördert werden. Svedberg wohnte zeitweise selbst in dem Hochhaus.
Aufgrund einer Tuberkulose-Erkrankung und mehreren längeren Aufenthalten in Sanatorien war Hillevi Svedberg in ihrer Berufsausübung eingeschränkt. Sie ist jedoch auch als Autorin mehrerer Aufsätze und Handbuchartikel, beispielsweise zu Fragen der Kindererziehung und modernen Ernährung, hervorgetreten. Außerdem wirkte sie bei der Erstellung von Fernunterrichtsunterlagen zu Architektur- und Einrichtungsthemen für die schwedische Fernschule NKI-Skolan mit. Bis zu ihrer Pensionierung im Jahr 1972 arbeitete sie für das Zentralamt für Bauwesen (Byggnadsstyrelsen), unter anderem in der Redaktion der von der Behörde herausgegebenen Zeitschrift Arkitektur.
Hillevi Svedberg war von 1933 bis 1959 mit dem Ingenieur Knut Almström verheiratet. Aus der Ehe gingen vier Söhne hervor.

## Publikationen (Auswahl)
Mitarbeit bei Fernunterrichtsunterlagen für NKI-skolan (jeweils schwedisch):
- Kurs i bostad och inredning. Heminredning.
- Kurs i bostad och inredning. Lantbostaden.
- Kurs i bostad och inredning. Möbler.
- Kurs i bostad och inredning. Stadsbostaden.
- Kurs i bostad och inredning. Textiltryck.

Fachaufsätze (schwedisch):
- Förskolan i framtiden. In: Vi mänskor, Ausgabe 3/1972, S. 8–10. (schwedisch)